# The Power of Good-bye
The Power of Good-bye is een single van Madonna, afkomstig van het album Ray of Light, uit 1998. In Europa was het de vierde single van het album, in de Verenigde Staten de derde (daar was Drowned World/Substitute For Love niet op single verschenen).

## Achtergrondinformatie
The Power of Good-bye is een ballad met invloeden uit electronic dance, die zo kenmerkend zijn voor het album Ray of light waarvan dit nummer afkomstig is.
Het is geschreven door Madonna en Rick Nowels, die eerder samenwerkte met Belinda Carlisle. De uitgelekte demo-versie van The Power of Good-bye vertoont een aantal tekstuele verschillen met de versie die uiteindelijk is uitgebracht. In het tekst-boekje bij het Ray of Light-album is nog de tekst van de demo-versie te lezen.
In Engeland werd Little Star uitgebracht als dubbele A-kant van het nummer.

## Videoclip
De video werd opgenomen in Los Angeles, geregisseerd door Matthew Rolston en wordt gedomineerd door blauwe en groene tinten.
Haar mannelijke tegenspeler is Goran Visnjic, die kort daarvoor speelde in de met prijzen overladen film Welcome to Sarajevo en later bekend werd vanwege zijn rol in de ziekenhuisserie E.R..

## Tracklist
| 1 | The Power Of Good-Bye (Album Version)                 | 4:11 |
| 2 | The Power Of Good-Bye (Dallas Low End Mix)            | 4:34 |
| 3 | The Power Of Good-Bye (Luke Slater's Super Luper Mix) | 8:46 |
| 4 | The Power Of Good-Bye (Luke Slater's Filtered Mix)    | 6:06 |
| 5 | The Power Of Good-Bye (Fabian's Good God Mix)         | 8:22 |

### NPO Radio 2 Top 2000
| Nummer met noteringen in de NPO Radio 2 Top 2000 | '09  | '10  | '11-'12 | '13  |
| ------------------------------------------------ | ---- | ---- | ------- | ---- |
| The Power of Good-bye                            | 1843 | 1826 | -       | 1966 |

1. ↑  Een '-' betekent dat het nummer niet was genoteerd en een vetgedrukt getal geeft de hoogste notering aan.
2. ↑  2009 was het eerste jaar met een notering voor dit nummer.
3. ↑  Deze tabel is bijgewerkt tot en met de laatste editie (2024).